# Juliet Stevenson
Juliet Anne Virginia Stevenson (ur. 30 października 1956 w Anglii) – aktorka, odznaczona Orderem Imperium Brytyjskiego

## Filmografia
- Pożegnanie (Departure, 2015)
- Kwiat pustyni (Desert Flower, 2009)
- Dziecko ze śmietnika (Dustbin baby, 2008)
- Bez skrupułów (Infamous, 2006)
- Rozstania i powroty (Breaking and Entering, 2006)
- Uśmiech Mony Lizy (Mona Lisa Smile, 2003)
- Podkręć jak Beckham (Bend it like Beckham, 2002)
- Emma (1996)